# Hodeng-au-Bosc
Hodeng-au-Bosc ist eine französische Gemeinde mit 565 Einwohnern (Stand: 1. Januar 2022) im Département Seine-Maritime in der Region Normandie. Sie gehört zum Arrondissement Dieppe und zum Kanton  Eu. Die Einwohner werden Hodengeais genannt.

## Geographie
Hodeng-au-Bosc liegt etwa 44 Kilometer westlich von Amiens. Umgeben wird Hodeng-au-Bosc von den Nachbargemeinden Nesle-Normandeuse im Norden und Nordwesten, Senarpont im Norden und Nordosten, Saint-Léger-sur-Bresle im Osten, Neuville-Coppegueule im Südosten, Vieux-Rouen-sur-Bresle im Süden sowie Campneuseville im Westen.

## Bevölkerungsentwicklung
| Jahr                      | 1962 | 1968 | 1975 | 1982 | 1990 | 1999 | 2006 | 2013 |
| Einwohner                 | 440  | 444  | 507  | 541  | 576  | 555  | 580  | 566  |
| Quelle: Cassini und INSEE |      |      |      |      |      |      |      |      |

## Sehenswürdigkeiten
- Kirche Saint-Martin

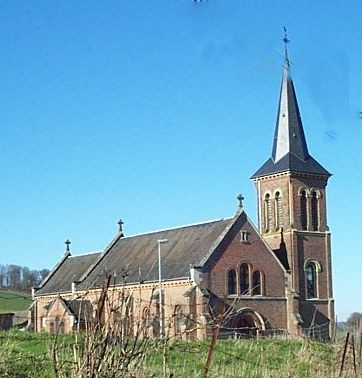
Kirche Saint-Martin

- Kirche Saint-Sauveur in der Ortschaft Guimerville

## Persönlichkeiten
- Jean-Luc Thérier (1945–2019), Automobilrennfahrer, hier geboren